# Salpinia diluta
Salpinia diluta là một loài bọ cánh cứng trong họ Cerambycidae.